# Cicloide

Cicloide generada por una circunferencia rodando sobre una recta.

En matemática, particularmente en cálculo diferencial, se da el nombre de cicloide a la curva descrita por un punto de la circunferencia, cuando esta rueda sobre una recta sin resbalar.

## Historia
La cicloide ha sido llamada «La Helena de los geómetras» ya que causó frecuentes disputas entre matemáticos del siglo XVII.

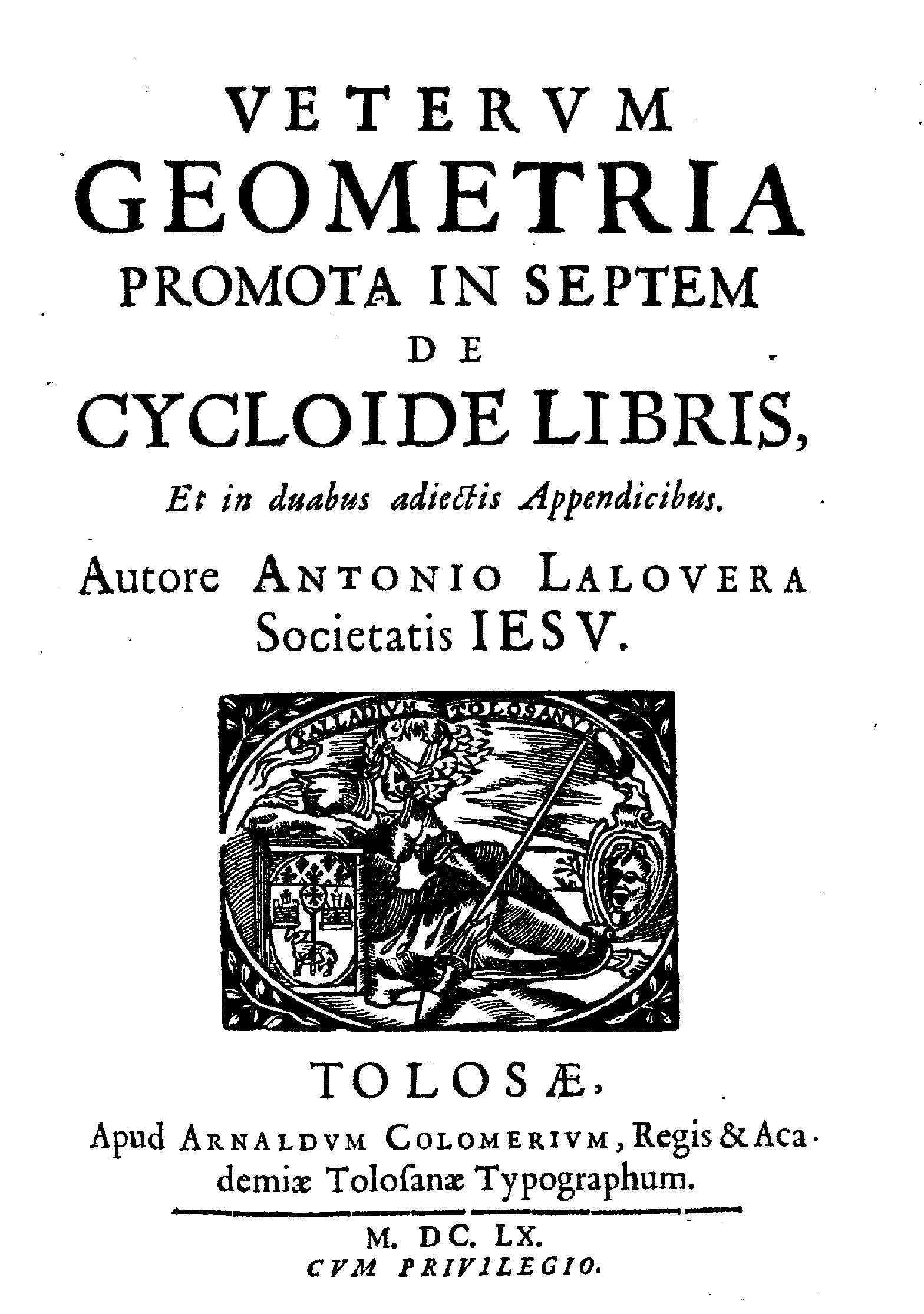
Veterum geometria promota in septem de cycloide libris de 1660, obra en la que Antoine de Lalouvère propuso una solución errónea del problema de Pascal sobre la cicloide.

Los historiadores de las matemáticas han propuesto varios candidatos como descubridores de la cicloide. El historiador matemático Paul Tannery citó un trabajo del filósofo sirio Jámblico como evidencia de que la curva era probablemente conocida en la antigüedad. Por su parte, en 1679 el matemático inglés John Wallis atribuyó el descubrimiento a Nicolás de Cusa, pero los eruditos posteriores indicaron que o bien Wallis estaba equivocado o bien las pruebas utilizadas por Wallis habían desaparecido. El nombre de Galileo Galilei fue presentado al final del siglo XIX y al menos un autor da el crédito a Marin Mersenne (monje, antiguo amigo de Descartes). A partir de la obra de Moritz Cantor y de Siegmund Günther, los estudiosos dan ahora prioridad al matemático francés Charles de Bovelles
 basándose en su descripción de la cicloide en su Introductio in geometriam,  publicado en 1503. En esta obra, Bovelles identifica erróneamente el arco trazado por una rueda de rodadura como parte de un círculo mayor con un radio un 120 % más grande que la rueda más pequeña.
Galileo acuñó el término cicloide y fue el primero en hacer un estudio riguroso de la curva. Según su discípulo Evangelista Torricelli, en 1599 Galileo intentó la cuadratura de la cicloide (construcción de un cuadrado con un área igual al área bajo la cicloide) con un enfoque inusualmente empírico que involucraba el trazado tanto del círculo generador como de la cicloide resultante sobre una hoja de metal, para luego cortarlos y pesarlos. Descubrió que la relación era de aproximadamente 3:1, pero de forma incorrecta concluyó que la relación era una fracción irracional, lo que hacía imposible la cuadratura. Alrededor de 1628, Gilles Persone de Roberval probablemente supo del problema de la cuadratura por Mersenne y lo resolvió en 1634 mediante el uso del teorema de Cavalieri. Sin embargo, este trabajo no fue publicado hasta 1693 (en su Traité des Indivisibles).
La construcción de la tangente de la cicloide data de agosto de 1638, cuando Mersenne recibió los métodos propios de Roberval, Pierre de Fermat  y Descartes. Mersenne envió estos resultados a Galileo, quien a su vez se los dio a sus estudiantes Torricelli y Viviani, que fueron capaces de producir una cuadratura. Este resultado y otros fueron publicados por Torricelli en 1644, en la primera obra impresa sobre la cicloide. Esto llevó a Roberval a acusar a Torricelli de plagio, acabando la controversia por la muerte temprana de Torricelli en 1647.
En 1658, Christopher Wren demostró que la longitud de la cicloide es igual a cuatro veces el diámetro de la circunferencia generatriz. 
En 1696 el matemático Johann Bernoulli anunció a la comunidad matemática la solución al problema de la braquistócrona (curva que sigue el descenso más rápido cuando existe gravedad y que es objeto de estudio en el cálculo de variaciones), mostrando que la solución era una cicloide. Leibniz, Newton, Jakob Bernoulli y Guillaume de l'Hôpital, encontraron la solución del problema enunciado por Bernoulli. La cicloide se emplea para resolver el problema de la tautócrona (descubierto por Christian Huygens), en el que si se desprecia el rozamiento y si se invirtiese una cicloide dejando caer un objeto por la misma, por ejemplo una bola, esta llegará a la parte más baja de la curva en un intervalo de tiempo que no depende del punto de partida. 
Entre los autores de demostraciones acerca de sus propiedades se encuentra el matemático René Descartes que obtuvo mediante razonamientos efectivos y elegantes la fórmula de la recta tangente en un punto cualquiera del arco de la cicloide, empleando técnicas que después desarrollaría como la ciencia de la geometría diferencial.
Como ya se ha señalado, debido a las continuas disputas entre los matemáticos del siglo XVII la cicloide ha sido denominada "La Helena de los Geómetras", aunque existen opiniones que mencionan que esta denominación poética podría hacer referencia a las bellas propiedades de esta curva, que atrajeron a los matemáticos de la época. En el año 1658 Blaise Pascal lanzó un desafío a los matemáticos proponiendo determinar la longitud de un arco de la cicloide así como su centro de gravedad y la superficie del volumen de revolución que engendra el área plana que barre el arco de cicloide al girar, ya sea en torno al eje de las abscisas, o en torno al eje de las ordenadas, o bien, en torno al eje de simetría del arco de cicloide. Fueron muchos los esfuerzos realizados en el siglo XVII para tratar de comprender esta curva y sus propiedades, tanto geométricas como físicas, que posteriormente han permitido desarrollar un gran número de aplicaciones industriales.

## Ecuaciones

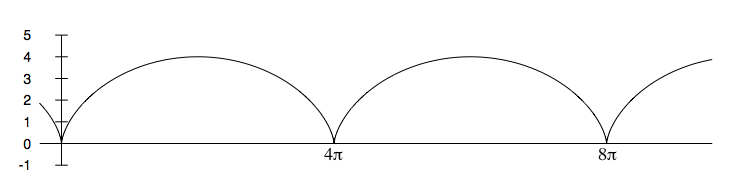
Cicloide de radio 2

### Ecuación paramétrica
Si la cicloide se genera mediante una circunferencia de radio r que se apoya sobre el eje de abscisas en el origen, su descripción en forma paramétrica viene dada por:
{\displaystyle {\begin{cases}x=r\left(t-\operatorname {sen} {t}\right)\\y=r\left(1-\cos {t}\right)\end{cases}}}
donde {\displaystyle t} es un parámetro real, correspondiente al ángulo girado por el círculo rodante. Para un {\displaystyle t} dado, el centro del círculo está en {\displaystyle x=rt}, {\displaystyle y=r}. Siendo la variable {\displaystyle y} función de la variable {\displaystyle x}, esta cicloide tiene un período de {\displaystyle 2\pi r}, y una altura de {\displaystyle 2r}.

### Ecuación cartesiana
Si se despeja la variable {\displaystyle t} en la ecuación paramétrica, se obtendrá la forma cartesiana:
{\displaystyle x=r\arccos {\left(1-{\frac {y}{r}}\right)}-{\sqrt {2ry-y^{2}}}},
donde el único parámetro de forma es el radio {\displaystyle r} de la circunferencia generatriz. Esta fórmula es válida para la variable {\displaystyle y} en el intervalo [{\displaystyle 0}, {\displaystyle 2r}], y proporciona solo la mitad del primer bucle de la cicloide.
Si se desea emplear el n-ésimo semi-bucle de la cicloide, se puede utilizar la siguiente ecuación:
{\displaystyle x=r\pi \left[n+1/2\left[\left(-1\right)^{n}-1\right]\right]-(-1)^{n}\left[r\arccos {\left(1-{\frac {y}{r}}\right)}-{\sqrt {2ry-y^{2}}}\right]}

### Ecuación intrínseca
La ecuación en forma intrínseca es:
{\displaystyle \rho ^{2}+s^{2}=16r^{2}\,}
donde {\displaystyle \rho } representa su radio de curvatura en cada punto, y {\displaystyle s} la correspondiente longitud de arco desde el origen.

## Proposiciones
A continuación se enuncian cinco teoremas referidos a los elementos de la cicloide: 

### Del ángulo directriz-tangente
El ángulo entre la tangente a la cicloide, en cualquier punto de ella, y la recta directriz es igual al ángulo complementario de la mitad del ángulo de giro del radio del círculo generador.

### Del ángulo directriz-normal
El ángulo entre la normal a  la cicloide (en  cualquiera de sus puntos) y la recta directriz es igual a la mitad del «ángulo principal».

### De la propiedad esencial de la cicloide
La tangente a la cicloide pasa por el punto «superior» del círculo generador.

### Del ángulo tangente-vertical
El seno del ángulo formado por la tangente a la cicloide en el punto {\displaystyle H} y la vertical , es proporcional a la raíz cuadrada de la «altura» del punto {\displaystyle H}.

### De las condiciones de unicidad
Sean la recta  {\displaystyle CD} y un punto {\displaystyle H}. La única curva que satisface las condiciones de la proposición ángulo tangente-vertical, y pasa por el punto {\displaystyle H} es la cicloide.

## Evoluta

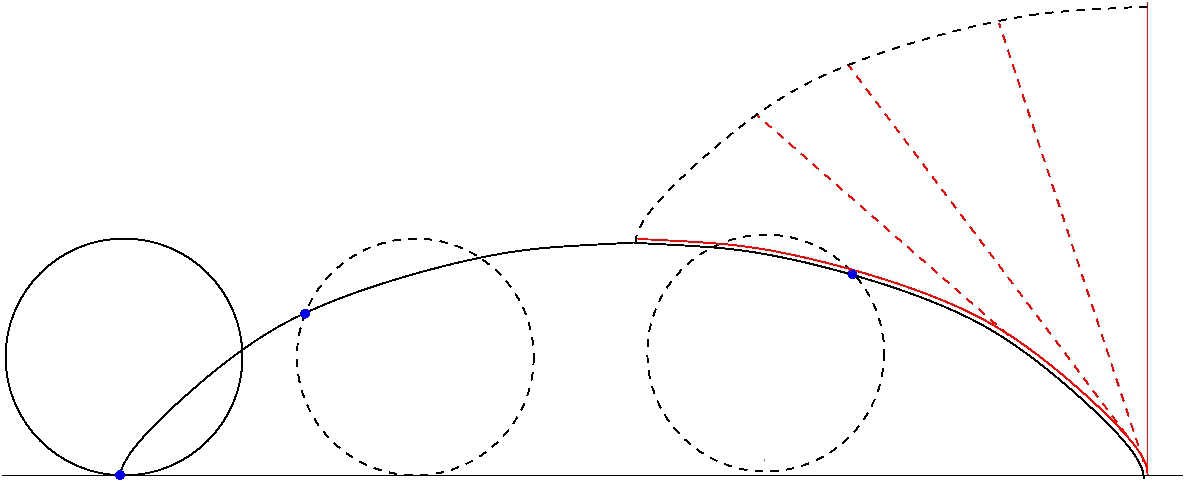
Generación de la evoluta de la cicloide desprendiendo un hilo tenso que rodea el arco de media cicloide (color rojo)

La evoluta de la cicloide tiene la propiedad de ser exactamente la misma cicloide de la que proviene. Esto es, el extremo de un hilo tenso que inicialmente descansa sobre medio arco de una cicloide, una vez desenvuelto describe un arco de cicloide igual al que estaba adosado.

### Demostración

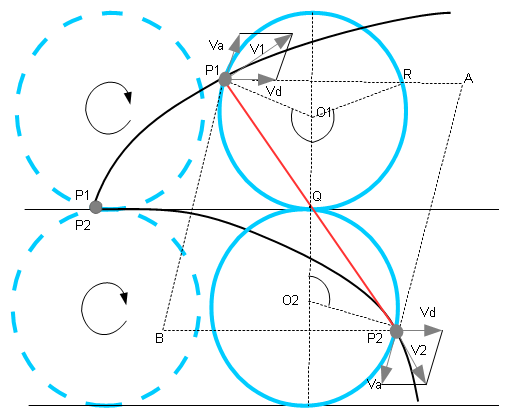
Demostración de las propiedades de la evoluta de una cicloide

Hay varias formas de demostrar esta afirmación. La que se presenta aquí utiliza la definición física de cicloide y la propiedad cinemática de que la velocidad instantánea de un punto es tangente a su trayectoria. En referencia a la imagen de la derecha, {\displaystyle P_{1}} y {\displaystyle P_{2}} son dos puntos tangentes que pertenecen a dos círculos rodantes. Los dos círculos comienzan a rodar con la misma velocidad y en la misma dirección sin deslizar. {\displaystyle P_{1}} y {\displaystyle P_{2}} comienzan a dibujar dos arcos de cicloide como en la imagen. Considerando la línea que conecta {\displaystyle P_{1}} y {\displaystyle P_{2}} en un instante arbitrario (línea roja), es posible demostrar que "la línea es en cualquier momento tangente en {\displaystyle P_{2}} al arco inferior y ortogonal a la tangente en {\displaystyle P_{1}} del arco superior". Según esto:
- {\displaystyle P_{1},Q,P_{2}} están alineados porque {\displaystyle {\widehat {P_{1}O_{1}Q}}={\widehat {P_{2}O_{2}Q}}} (con igual velocidad de rotación) y por lo tanto {\displaystyle {\widehat {O_{1}QP_{1}}}={\widehat {O_{2}QP_{2}}}}. Dado que {\displaystyle {\widehat {O_{1}QP_{2}}}+{\widehat {O_{2}QP_{2}}}=\pi } por construcción, se tiene que {\displaystyle {\widehat {P_{1}QP_{2}}}=\pi }.
- Si {\displaystyle A} es el punto de encuentro entre la perpendicular de {\displaystyle P_{1}} a la recta de {\displaystyle O_{1}O_{2}} y la tangente al círculo de {\displaystyle P2}, entonces el triángulo {\displaystyle P_{1}AP_{2}} es isósceles porque {\displaystyle {\widehat {QP_{2}A}}={\frac {1}{2}}{\widehat {P_{2}O_{2}Q}}} y {\displaystyle {\widehat {QP_{1}A}}={\frac {1}{2}}{\widehat {QO_{1}R}}=} (es fácil demostrar la construcción visualmente) {\displaystyle ={\frac {1}{2}}{\widehat {QO_{1}P_{1}}}}. Para la igualdad mencionada anteriormente entre {\displaystyle {\widehat {P_{1}O_{1}Q}}} y {\displaystyle {\widehat {QO_{2}P_{2}}}}, entonces {\displaystyle {\widehat {QP_{1}A}}={\widehat {QP_{2}A}}} y {\displaystyle P_{1}AP_{2}} son isósceles.
- Trazando desde {\displaystyle P_{2}} la recta ortogonal a {\displaystyle O_{1}O_{2}}, desde {\displaystyle P_{1}} la tangente hasta el círculo superior y llamando  {\displaystyle B} al punto de unión, es fácil ver que {\displaystyle P_{1}AP_{2}B} es un rombo, usando los teoremas concernientes a los ángulos entre líneas paralelas
- Ahora, considérese la velocidad {\displaystyle V_{2}} de {\displaystyle P_{2}}. Se puede ver como la suma de sus dos componentes, la velocidad de rodadura {\displaystyle V_{a}} y la velocidad de deriva {\displaystyle V_{d}}. Ambas velocidades son iguales en módulo porque los círculos ruedan sin deslizamiento. {\displaystyle V_{d}} es paralelo a {\displaystyle P_{1}A} y {\displaystyle V_{a}} es tangente al círculo inferior en {\displaystyle P_{2}}, y por lo tanto, es paralelo a {\displaystyle P_{2}A}. La velocidad total de {\displaystyle P_{2},V_{2}} es paralela a {\displaystyle P_{2}P_{1}} porque ambas son las diagonales de dos rombos con lados paralelos y tiene en común con {\displaystyle P_{1}P_{2}} el punto de contacto {\displaystyle P_{2}}. Se deduce que el vector de velocidad {\displaystyle V_{2}} se encuentra en la prolongación de {\displaystyle P_{1}P_{2}}. Debido a que {\displaystyle V_{2}} es tangente al arco de cicloide en {\displaystyle P_{2}}, se deduce que también que {\displaystyle P_{1}P_{2}} es tangente.
- Análogamente, se puede demostrar fácilmente que {\displaystyle P_{1}P_{2}} es ortogonal a {\displaystyle V_{1}} (la otra diagonal del rombo).
- El extremo de un hilo inextensible inicialmente ceñido sobre el medio arco de cicloide inferior y limitado al círculo superior en {\displaystyle P_{1}}, seguirá al punto en su trayectoria sin cambiar su longitud porque la velocidad del extremo es en cada momento ortogonal al hilo (sin estiramiento ni compresión). El hilo será al mismo tiempo tangente en {\displaystyle P_{2}} al arco inferior, debido a la tensión y a las condiciones consideradas. Si no fuera tangente, habría una discontinuidad en {\displaystyle P_{2}} y, en consecuencia, aparecerían fuerzas de tensión desequilibradas.

## Fórmulas de longitud y área
Para una cicloide común, se tiene que:
- La longitud del arco OM es {\displaystyle L=8r\,sen^{2}{\frac {1}{4t}}}
- La longitud de una rama es  {\displaystyle L=8r}
- El área de la región cerrada, delimitada por una rama y el eje Ox, es  {\displaystyle A=3\pi r^{2}} [17]

Estas fórmulas se demuestran a continuación.

### Longitud del arco

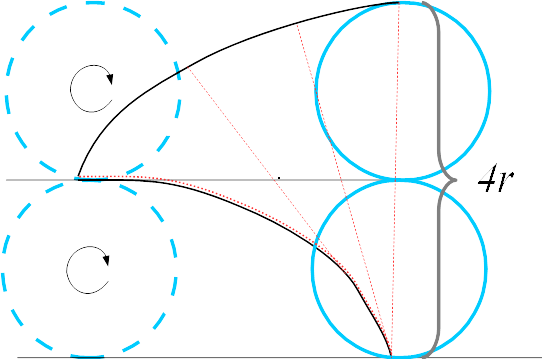
La longitud de la cicloide como consecuencia de la propiedad de su evoluta

La longitud del arco S de una cicloide viene dada por
{\displaystyle {\begin{aligned}S&=\int _{0}^{2\pi }{\sqrt {\left({\frac {\operatorname {d} \!x}{\operatorname {d} \!t}}\right)^{2}+\left({\frac {\operatorname {d} \!y}{\operatorname {d} \!t}}\right)^{2}}}\operatorname {d} \!t\\&=\int _{0}^{2\pi }r{\sqrt {2-2\cos(t)}}\,\operatorname {d} \!t\\&=2\,r\int _{0}^{2\pi }\operatorname {sen} {\frac {t}{2}}\ \operatorname {d} \!t\\&=-4\,r\left[\cos {\frac {t}{2}}\,\right]_{0}^{2\pi }\\&=8\,r.\end{aligned}}}
Otra forma inmediata de calcular la longitud de la cicloide dadas las propiedades de su evoluta es considerar que cuando un cable que describe una evoluta ha sido completamente desenrollado, se extiende a lo largo de dos diámetros, una longitud de 4r. Debido a que el cable no cambia de longitud mientras se desprende, se deduce que la longitud de medio arco de cicloide es 4r y un arco completo es 8r.

### Área
Un arco de una cicloide generado por un círculo de radio r puede ser parametrizado por
{\displaystyle {\begin{aligned}x&=r(t-\operatorname {sen} t)\\y&=r(1-\cos t)\end{aligned}}}
con {\displaystyle {\frac {dx}{dt}}=r(1-\cos t)}
{\displaystyle 0\leq t\leq 2\pi .}
Entonces
{\displaystyle {\frac {dx}{dt}}=r(1-\cos t)}
El área bajo el arco es
{\displaystyle {\begin{aligned}A&=\int _{x=0}^{x=2\pi r}y\,dx=\int _{t=0}^{t=2\pi }r^{2}(1-\cos t)^{2}dt\\&=\left.r^{2}\left({\frac {3}{2}}t-2\operatorname {sen} t+{\frac {1}{2}}\cos t\operatorname {sen} t\right)\right|_{t=0}^{t=2\pi }\\&=3\pi r^{2}.\end{aligned}}}
Este resultado, y algunas generalizaciones, pueden obtenerse sin cálculos mediante el cálculo visual de Mamikon.

### Centro de gravedad
El baricentro de la figura encerrada entre el primer arco de una cicloide y el eje {\displaystyle x}, tiene una abscisa igual a {\displaystyle x_{G}=\pi r}.
La ordenada del centro de gravedad se puede calcular con la fórmula:
{\displaystyle y_{G}={\frac {\int ydxdy}{\int dxdy}}}
que puede reescribirse en la forma:
{\displaystyle y_{G}={\frac {{\frac {1}{2}}\int y^{2}dx}{\int ydx}}={\frac {{\frac {1}{2}}\int _{0}^{2\pi }r^{3}(1-\cos t)^{3}dt}{\int _{0}^{2\pi }r^{2}(1-\cos t)^{2}dt}}}
La integral del denominador devuelve el área definida en el punto anterior.
Al realizar los cálculos, se tiene que {\displaystyle y_{G}={\frac {5}{6}}r}.
La figura subtendida por el primer arco de la cicloide tiene así su centro de gravedad en {\displaystyle (x_{G};y_{G})=\left(\pi r;{\frac {5}{6}}r\right)}.

## Curvatura
La curvatura de la cicloide es función de la cosecante de la mitad del ángulo girado {\displaystyle t/2}:
{\displaystyle K(t)=-{\frac {\left|\csc \left({\frac {t}{2}}\right)\right|}{4r}}}

## Tipos de cicloide

Tipos de cicloide

Dependiendo de donde se encuentra P respecto de la circunferencia generatriz, se denomina: 
- Cicloide común, si P pertenece a la circunferencia generatriz, (a = b),
- Cicloide acortada, si P se encuentra dentro de la circunferencia generatriz, (b < a),
- Cicloide alargada, si P está fuera de la circunferencia generatriz, (b > a).

siendo a el radio de la circunferencia, y b la distancia desde el centro de la circunferencia al punto P.

### Curvas relacionadas
Varias curvas están relacionadas con la cicloide.
- Cicloide acortada (curtata): el punto que describe la curva está dentro del círculo, que rueda sobre una línea recta.
- Cicloide alargada (prolata): el punto que traza la curva está fuera del círculo, que rueda sobre una línea recta.
- Trocoide: se refiere a cualquiera de las cicloides; curtatas y prolatas.
- Hipocicloide: el punto está en el borde del círculo, que no rueda en una línea, sino en el interior de otro círculo.
- Epicicloide: el punto está en el borde del círculo, que rueda no en una línea, sino en el exterior de otro círculo.
- Hipotrocoide: como la hipocicloide, pero el punto no necesita estar en el borde del círculo.
- Epitrocoide: como la epicicloide, pero el punto no necesita estar en el borde del círculo.

Todas estas curvas son ruletas, con un círculo envolviendo una trayectoria de curvatura uniforme. Las cicloides, epicicloides e hipocicloides tienen la propiedad de que cada una es semejante a su evoluta. Si q es el producto de esa curvatura por el radio del círculo, con signo positivo para epi- y negativo para hipo-, entonces la curva evoluta homotética es 1 + 2q.

## Propiedades físicas

### Curva braquistócrona

Curva braquistócrona

La cicloide es una curva braquistócrona en el sentido de Roberval, es decir, que representa la curva en la que debe deslizarse sin fricción y sin velocidad inicial un punto material pesado, colocado en un campo gravitatorio uniforme, de manera que su tiempo de recorrido es el mínimo de entre todas las curvas que unen dos puntos fijos dados. En otras palabras, es la curva de descenso más rápida para conectar dos puntos dados.

### Curva tautócrona

La cicloide es una curva tautócrona. Las flechas azules representan la aceleración. En el gráfico, t es el tiempo y s la longitud de arco a lo largo de la curva.

El semiarco de una cicloide es también una curva tautócrona, es decir, una curva tal que cualquier punto material dejado caer sin velocidad inicial en la curva llega a un punto dado (el que tiene la menor altura de la cicloide) en un tiempo independiente del punto de partida.

### Curva isócrona

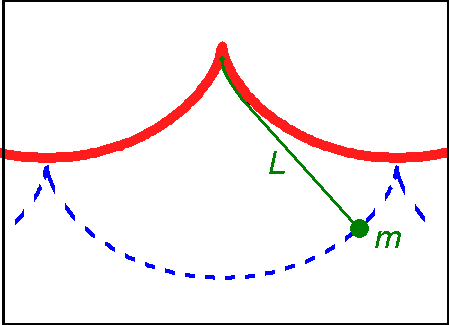
Esquema de un péndulo cicloidal

Cinco oscilaciones isócronas de un péndulo cicloidal con diferentes amplitudes.

Finalmente, es una curva isócrona en el sentido de Huygens, es decir, tal que un punto material que se mueve sin fricción tiene un movimiento periódico cuyo período es independiente de la posición inicial. Si se suspende un péndulo simple de la cúspide de una cicloide invertida, tal que la "cuerda" esté limitada entre los arcos adyacentes de la cicloide, y la longitud del péndulo es igual a la mitad de la longitud del arco de la cicloide, es decir, dos veces el diámetro del círculo generador, la oscilación del péndulo también traza una cicloide. Tal péndulo cicloidal es isócrono, independientemente de la amplitud de su movimiento. La ecuación del movimiento viene dada por:
{\displaystyle {\begin{aligned}x&=r[\theta (t)-\operatorname {sen} \theta (t)]\\y&=r[\cos \theta (t)-1].\end{aligned}}}
El matemático neerlandés del siglo XVII Christiaan Huygens descubrió y probó estas propiedades de la cicloide mientras buscaba diseños de reloj de péndulo más precisos para su uso en navegación.
Estas dos últimas propiedades explican su uso en el diseño de péndulos cicloidales en relojería.

### Otras propiedades notables
La trayectoria de una partícula sin velocidad inicial sometida a un campo eléctrico y a un campo magnético ortogonal uniforme es una cicloide ortogonal al campo magnético.
Las propiedades especiales de la curva cáustica hacen que la cicloide también se use en óptica.

## Usos

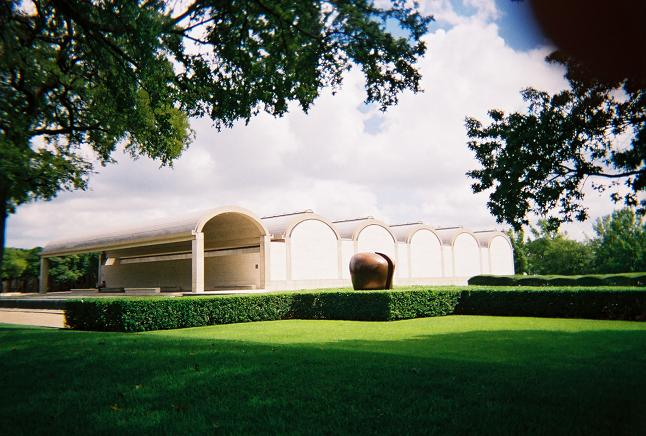
Arcos cicloidales en el Museo de Arte Kimbell

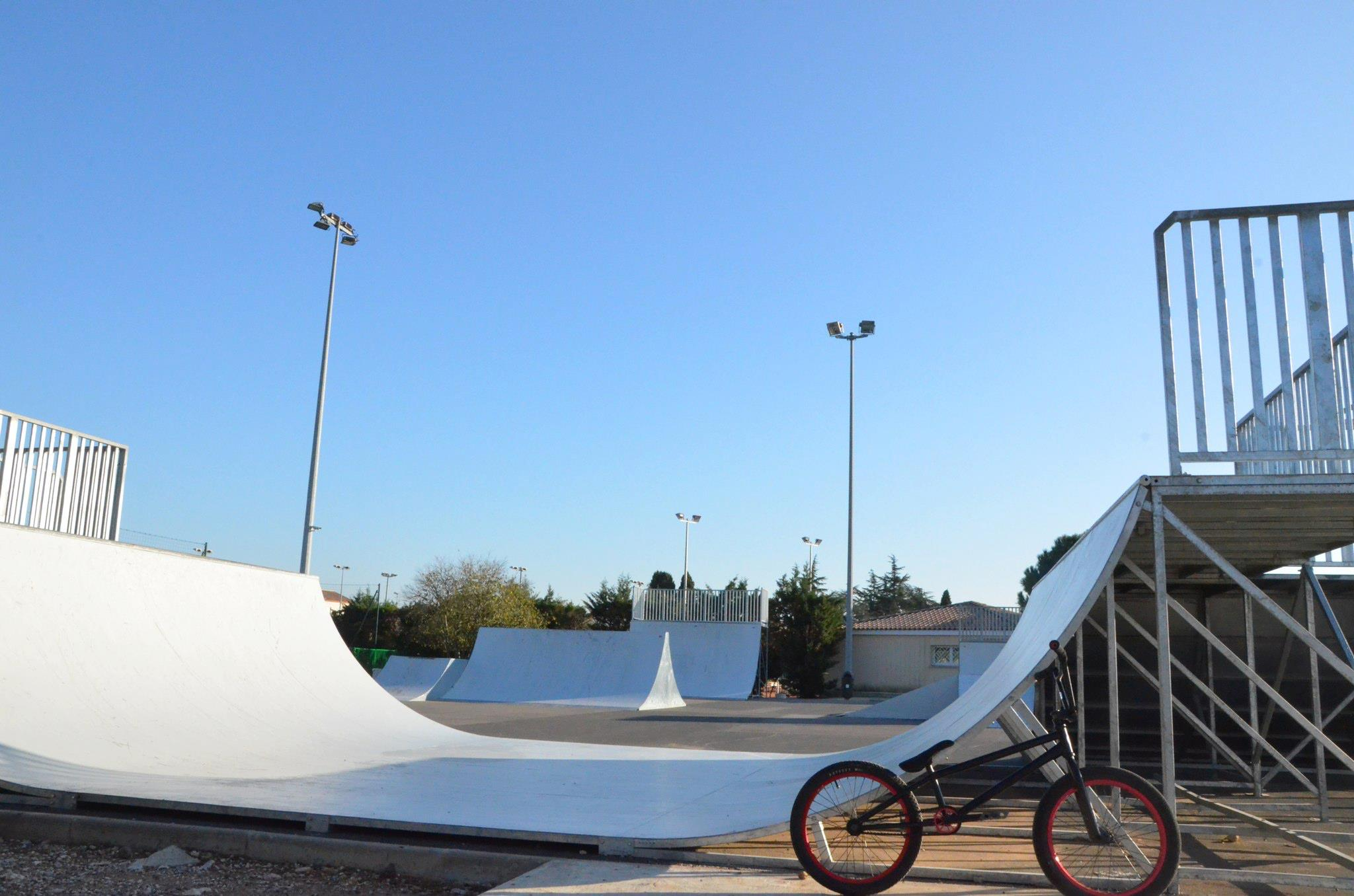
Algunas secciones abiertas de gran diámetro utilizadas en pistas de patinaje acrobático son prácticamente cicloides

### Arquitectura
El arco de cicloide fue utilizado por el arquitecto Louis Isadore Kahn en su diseño para el Museo de Arte Kimbell en Fort Worth. También se usó en el diseño del Hopkins Center en Hanover (Nuevo Hampshire).

### Mecánica
En el diseño de los dientes de los engranajes se han empleado tradicionalmente curvas cicloides (así lo propuso Gérard Desargues en el año 1630) hasta principios del siglo XX. En la actualidad solo se utilizan en mecanismos de relojería, puesto que generalmente se prefiere la evolvente del círculo. En física se puede ver que un péndulo que tenga por límites una curva cicloide es isócrono y el centro de gravedad del péndulo describe a su vez una cicloide.[cita requerida]

### Violines
Algunas investigaciones realizadas indican que algunas curvas transversales de las planchas de las cajas de la edad de oro de la construcción de violines están modeladas siguiendo curvas coherentes a cicloides. Trabajos posteriores indican que las cicloides curtatas no sirven como modelos generales para estas curvas, que varían considerablemente.

### Toboganes
Un uso práctico es el diseño de ciertos toboganes. Los hechos con forma de cicloide se utilizaron en la industria aeronáutica, pues se requería una forma apropiada de salir deslizándose desde un avión en caso de emergencia.[cita requerida]

### Espirógrafo
Un juguete clásico, el espirógrafo, permite trazar curvas hipotrocoides y epitrocoides. Consiste en una serie de círculos dentados con una serie de orificios, que pueden hacerse rodar sobre el interior de unos círculos huecos (también dentados) practicados en una plantilla. Introduciendo la punta de un útil de dibujo por uno de estos orificios y haciendo rodar el círculo dentado, se obtienen distintos patrones festoneados de cicloide.

## Curvas cíclicas
Curva cíclica
| La directriz es una recta |                   |                   |
| d = r                     | d < r             | d > r             |
| cicloide                  | trocoide          | trocoide          |
| cicloide normal           | cicloide acortada | cicloide alargada |
| La directriz es una circunferencia       |                     |                       |                       |
|                                          | d = r               | d < r                 | d > r                 |
| La generatriz es exterior a al directriz | epicicloide         | epitrocoide           | epitrocoide           |
| La generatriz es exterior a al directriz | epicicloide normal  | epicicloide acortada  | epicicloide alargada  |
| La generatriz es interior a al directriz | hipocicloide        | hipotrocoide          | hipotrocoide          |
| La generatriz es interior a al directriz | hipocicloide normal | hipocicloide acortada | hipocicloide alargada |
| La directriz es interior a al generatriz | pericicloide        | peritrocoide          | peritrocoide          |
| La directriz es interior a al generatriz | pericicloide normal | pericicloide acortada | pericicloide alargada |